# 만선도서관
만선도서관은 경기도 광주시 곤지암읍 만선리에 있는 공공도서관이다.
경기도 광주시 곤지암읍 신만로 499(만선리 209-2)에 위치해 있으며, 대표번호는 031-769-3428이다.
매주 금요일과 법정공휴일은 휴관입니다.
- 주차안내

```
만선도서관 지상 및 지하 무료 주차 가능(38대)
인근 도보2분이내 만선리생활체육시설 주차장(31대)도 이용 가능
```

- 만선문화복지센터 내 만선도서관 위치

```
1층 : 문헌자료실(전자정보실 포함), 어린이자료실(유아자료실 포함)
2층 : 다목적실, 문화교실1, 문화교실2, 보존서고, 사무실
```

- 이용시간

```
문헌자료실 9:00~22:00(토, 일요일 9:00~18:00)
어린이자료실 9:00~18:00
```

- 프로그램 : 독서문화와 관련한 무료 프로그램, 작가만남, 공연 진행

```
정기프로그램 : 상반기 3~6월, 하반기 9~12월 [약 10회차]
방학특강 및 독서교실 : 여름방학, 겨울방학 기간 내 특강 [약 4회차]
문화행사 : 도서관주간(4월), 독서의달(9월) 등 비정기적으로 무료 공연과 특강 진행
```

## 연혁
- 2023년 3월 6일 임시개관.
- 2023년 5월 1일 정식개관.